# Vendredi treize
Pour les articles homonymes, voir Vendredi (homonymie) et Vendredi 13 (homonymie).

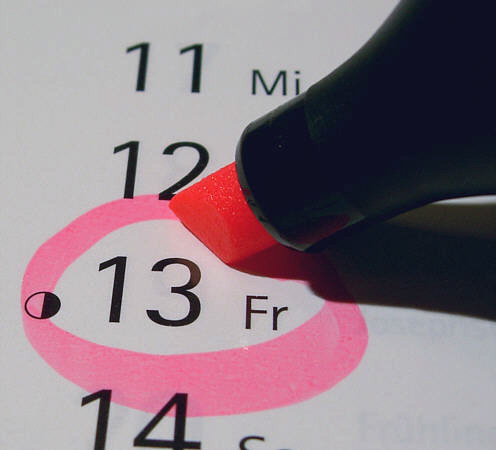
Vendredi treize entouré en rose sur un calendrier en allemand.

Un vendredi treize (ou vendredi 13) est un vendredi qui tombe le treizième jour du mois.
Ce jour a pour particularité d'être associé à une superstition, présente dans certaines cultures, qui en fait un jour de malheur pour certains (paraskevidékatriaphobie) ou de chance pour d'autres.
Dans d'autres cultures, ce jour reste anodin.

## Origine
- Elle ne cite pas suffisamment ses sources. Vous pouvez indiquer les passages à sourcer avec {{référence nécessaire}} ou {{Référence souhaitée}}, et inclure les références utiles en les liant aux notes de bas de page. (Marqué depuis juillet 2012)
- La pertinence de son contenu est remise en cause. Considérez-le avec précaution. (Marqué depuis mars 2025)

Il existe différentes raisons de la particularité du vendredi treize.
La plus connue est liée au christianisme. Jésus est exécuté un vendredi ; la veille du soir, pour son dernier repas, il convie ses douze Apôtres, ce qui fait treize participants ; le traître Judas est désigné comme le treizième.[réf. souhaitée]
Le vendredi 13 octobre 1307 est une date importante dans l'histoire des Templiers car c'est le jour où le roi de France Philippe IV le Bel a fait arrêter tous les Templiers présents dans son royaume, les accusant d'hérésie et d'opulence.
C'est aussi dans la mythologie nordique que l'on croise de nouveau ce nombre : au banquet d'Odin, à la mort de la divinité Balder.
D'autres encore accentuent l'influence de la mythologie gréco-romaine, où le 13 vient rompre l'harmonie du nombre 12, symbole de perfection (12 signes du zodiaque, 12 dieux de l'Olympe…). On raconte que la peur du 13 trouve son origine durant l'Antiquité. Autrefois, le système duodécimal était en vigueur : 12 tribus d'Israël, 12 lunes dans l'année, 12 heures de jour, 12 heures de nuit, 12 travaux d'Hercule… le 13 pouvait donc porter malheur puisqu'il suivait ce 12 parfait et rompait ainsi l'harmonie.
Aux États-Unis et en Angleterre, le vendredi est le jour des pendus, c'est-à-dire des exécutions publiques, tandis qu'au moyen-âge, le vendredi était la nuit des sorcières.[réf. souhaitée]
Les attentats du vendredi 13 novembre 2015 à Paris ont renforcé l'aspect de malheur autour du vendredi 13.

## Statistiques
Il existe au minimum un vendredi treize dans l'année, vu le fonctionnement du calendrier courant dit grégorien. Un et deux vendredi(s) treize dans l'année sont les fréquences d'occurrence les plus courantes. Cependant, trois vendredis 13 peuvent être dénombrés par an, si et seulement si le premier jour de l'année est un jeudi, pour une année non bissextile ou si le premier jour de l'année est un dimanche, pour une année bissextile.
De manière générale, dans le calendrier actuel, le 13 du mois tombe légèrement plus souvent un vendredi. En effet, un cycle grégorien dure 400 ans, et 400 ans = 146 097 jours (400 ans x 365 j/an = 146 000 jours, plus 97 jours correspondant aux 29 février des années bissextiles). En 400 ans, on a un nombre de semaines entières : 146 097 / 7 = 20 871 semaines, d'où la fin d'un cycle grégorien. Cependant, en 400 ans, on a 4 800 mois, et 4 800 n'étant pas divisible par 7, certains jours de la semaine tomberont plus souvent le 13 que les autres ; il s'avère que le vendredi est le plus concerné.
Voici la répartition exacte du treizième quantième du mois, sur les 7 jours de la semaine, pour un cycle grégorien complet (400 ans) :
| Jour de la semaine | Nombre d'occurrences |
| ------------------ | -------------------- |
| Lundi 13           | 685                  |
| Mardi 13           | 685                  |
| Mercredi 13        | 687                  |
| Jeudi 13           | 684                  |
| Vendredi 13        | 688                  |
| Samedi 13          | 684                  |
| Dimanche 13        | 687                  |

Si le nombre de jours dans un cycle de 400 ans n'avait pas été un multiple de 7 jours, chaque cycle commencerait avec un jour de la semaine différent et le 13 apparaîtrait, sur un cycle de 2 800 ans (7×400 ans), aussi souvent pour chacun des jours de la semaine. Le nombre exact de jours d'un cycle étant basé uniquement sur des faits astronomiques, que 146 097 soit divisible par 7 est donc une pure coïncidence. En théorie, il serait tout de même possible que l'on eût profité de cette coïncidence pour favoriser les vendredis, mais il semble plus probable que personne en 1582 ne s'en soit soucié[réf. souhaitée].
Plus généralement, le tableau ci-dessous compare les nombres d'occurrences des différentes conjonctions entre les jours de la semaine et les quantièmes, pour un cycle grégorien complet (400 ans) :
 (octobre 2023).
| Quantièmes | Quantièmes | Quantièmes | Quantièmes | Dim. | Lun. | Mar. | Mer. | Jeu. | Ven. | Sam. | Nb de mois |
| ---------- | ---------- | ---------- | ---------- | ---- | ---- | ---- | ---- | ---- | ---- | ---- | ---------- |
| 1          | 8          | 15         | 22         | 688  | 684  | 687  | 685  | 685  | 687  | 684  | 4800       |
| 2          | 9          | 16         | 23         | 684  | 688  | 684  | 687  | 685  | 685  | 687  | 4800       |
| 3          | 10         | 17         | 24         | 687  | 684  | 688  | 684  | 687  | 685  | 685  | 4800       |
| 4          | 11         | 18         | 25         | 685  | 687  | 684  | 688  | 684  | 687  | 685  | 4800       |
| 5          | 12         | 19         | 26         | 685  | 685  | 687  | 684  | 688  | 684  | 687  | 4800       |
| 6          | 13         | 20         | 27         | 687  | 685  | 685  | 687  | 684  | 688  | 684  | 4800       |
| 7          | 14         | 21         | 28         | 684  | 687  | 685  | 685  | 687  | 684  | 688  | 4800       |
|            |            |            | 29         | 644  | 641  | 644  | 642  | 642  | 643  | 641  | 4497       |
|            |            |            | 30         | 627  | 631  | 626  | 631  | 627  | 629  | 629  | 4400       |
|            |            |            | 31         | 400  | 399  | 401  | 398  | 402  | 399  | 401  | 2800       |

Ce cycle grégorien est invariable et se reproduira ainsi indéfiniment tant qu'il ne sera pas réformé, il a été déjà parcouru une fois, nous sommes au début de son 2e cycle. Ce cycle a été fixé (de lui-même) à son instauration, le 15 octobre 1582.
Il est possible que cette relation avec la fréquence inégale des jours de la semaine sur les jours du mois n'ait même pas été prise en compte, la réforme ayant eu d'autres impératifs. Il est à préciser que le calendrier grégorien actuel est lui-même une réforme de l'ancien calendrier julien, dans lequel le cycle était de 28 ans (7×4) et les jours équiprobables.
| Année | Année | Année | Année | Année | 16XX                    | 17XX                    | 18XX                    | 19XX                    |
| Année | Année | Année | Année | Année | 20XX                    | 21XX                    | 22XX                    | 23XX                    |
| ----- | ----- | ----- | ----- | ----- | ----------------------- | ----------------------- | ----------------------- | ----------------------- |
| XX00  | XX06  |       | XX17  | XX23  | janvier, octobre        | février, août           | juin                    | janvier, avril, juillet |
| XX01  | XX07  | XX12  | XX18  |       | janvier, avril, juillet | mai                     | février, mars, novembre | septembre, décembre     |
| XX02  |       | XX13  | XX19  | XX24  | septembre, décembre     | janvier, octobre        | février, août           | juin                    |
| XX03  | XX08  | XX14  |       | XX25  | juin                    | janvier, avril, juillet | mai                     | février, mars, novembre |
|       | XX09  | XX15  | XX20  | XX26  | février, mars, novembre | septembre, décembre     | janvier, octobre        | février, août           |
| XX04  | XX10  |       | XX21  | XX27  | février, août           | juin                    | janvier, avril, juillet | mai                     |
| XX05  | XX11  | XX16  | XX22  |       | mai                     | février, mars, novembre | septembre, décembre     | janvier, octobre        |

Les mois de janvier et février en rouge possèdent un vendredi 13 uniquement les années bissextiles.

## Phobie et superstition
La phobie du vendredi treize s'appelle la paraskevidékatriaphobie. Plus largement, la superstition liée au nombre 13 est la triskaïdékaphobie.
Toutefois, la crainte des triskaïdékaphobes envers le chiffre 13 est généralement aggravée lorsque le nombre s'associe au Vendredi, et fait preuve d'un surcroît d'attention envers le chiffre tabou ce jour-là. Ainsi, le superstitieux fera plus difficilement abstraction de sa peur lorsqu'il se retrouve à une tablée de treize personnes un vendredi plutôt que n'importe quel autre jour de la semaine.
Une superstition fait de cette date, dans certaines cultures, un jour de malheur ou au contraire un jour de chance.
Cette superstition est notamment exploitée par les sociétés de jeux d'argent telles que la Française des jeux, dont les jeux de type loterie proposent des gains (« cagnottes ») plus élevés lors de chaque vendredi 13.

### Événements notables coïncidant avec la superstition
- Dans la religion chrétienne, la Cène (le dernier repas du Christ) se déroule le soir du Jeudi saint, de sorte que Jésus semble avoir été arrêté dans la nuit du vendredi, en compagnie de ses douze disciples (soit 13 personnes), dont Judas qui le trahit à cet instant[5].
- C'est un vendredi 13 nissan, précédant le dimanche de la Résurrection, que selon l'évangile attribué à Jean et les sources hébraïques, a été crucifié Jésus de Nazareth. Toutefois, pour les évangiles synoptiques, Jésus est crucifié un vendredi 14 nissan, premier jour de la fête de Pessa'h (la Pâque juive).
- Le vendredi 13 octobre 1307 (calendrier julien), le roi Philippe le Bel fait arrêter les membres de l'ordre du Temple (Templiers) dont Jacques de Molay leur grand maitre et les fait torturer afin qu'ils avouent des crimes qu'ils assurent ne pas avoir commis ; ceux qui reviennent sur leurs affirmations sont condamnés au bûcher. L'ordre du Temple est ainsi dissous, laissant tout le pouvoir au roi. Certains font démarrer la superstition de ce jour funeste qui vit chuter à jamais les plus grands financiers d'Europe, jour célébré dans les structures néo-templières tout comme le 18 mars 1314 (mort de Jacques de Molay). L'association du vendredi 13 à cet événement serait en fait une invention moderne, popularisée par la suite romanesque Les Rois maudits de Maurice Druon et reprise entre autres dans le roman Da Vinci Code de Dan Brown[6].
- Le vendredi 13 décembre 1968 est rédigée l'Ato Institucional Número Cinco qui se substitue à la Constitution du 24 janvier 1967 et renforce la dictature militaire au Brésil.
- Le vendredi 13 octobre 1972, le vol 571 Fuerza Aérea Uruguaya s'est écrasé dans les Andes. Les survivants n'ont été retrouvés que deux mois plus tard, après que deux d'entre eux ont donné l'alerte après dix jours de marche dans les conditions extrêmes de la haute montagne, sauvant ainsi le reste du groupe resté dans l'épave. Les opérations de recherche avaient été arrêtées huit jours après sa disparition.
- Le vendredi 13 décembre 1985, la prestation catastrophique de Chantal Goya lors de l'émission Le Jeu de la vérité en direct de Lyon brise sa carrière[7],[8],[9].
- Le vendredi 13 septembre 1996, le rappeur Tupac Amaru Shakur (ou 2pac, Makaveli) meurt assassiné dans les rues de Las Vegas.
- Le vendredi 13 janvier 2012, vers 21 h 45, le navire de croisière Costa Concordia fait naufrage à l'entrée du port de l'île de Giglio, au large de la Toscane. Sur les 4 229 personnes à son bord ce soir-là, 32 morts sont à déplorer selon un bilan officiel.
- Le vendredi 13 novembre 2015, une série d'attentats meurtriers se déroulent à Paris dans les 11e et 10e arrondissements, et à côté du Stade de France ; le bilan s'élève à 130 morts[10] et 413 blessés, dont 99 dans un état d'extrême urgence. II s'agit de l'attentat le plus meurtrier en France depuis la Seconde Guerre mondiale, ainsi que du premier attentat suicide sur le territoire français.
- Le vendredi 13 mars 2020, premier jour du confinement en France a la suite de l'épidémie Sars-cov2.
- Le vendredi 13 octobre 2023, un attentat au lycée Gambetta d'Arras fait un mort, le professeur de français Dominique Bernard, et deux blessés[11].
- Le vendredi 13 juin 2025, Israël bombarde des installations associées à l'industrie et au nucléaire militaire en Iran [12].

### Naissances notables
- Lazare Carnot
- Fidel Castro
- Pape Pie IX
- Edward O'Hare
- Guillaume Brune
- Samuel Beckett
- Wole Soyinka
- Georges Simenon
- Virginie Despentes
- Georges Braque
- Alexis Tomassian
- Alexandre Astruc
- Abderrahmane Sissako
- Pascal Légitimus
- Pio Marmaï
- Steve Buscemi
- Christopher Plummer
- Kate Walsh
- Thomas Young
- Anders Jonas Ångström
- Nate Silver
- Javier Sotomayor
- Yaya Touré
- Jean Borotra
- Jean-Claude Bouttier
- Gaëtan Roussel
- Slimane
- Grégory Lemarchal
- Leslie Feist
- Darius Rucker
- Max Weinberg
- Park Ji-min
- Hillel Slovak
- Kathleen Battle

## Calendrier auxXXeetXXIesiècles

### Recherche par mois
Le premier tableau ci-dessous permet de savoir en quelle année il existe un vendredi 13, dans un mois choisi a priori.
| Mois      | XXe siècle                     | XXe siècle | XXIe siècle                                                                                      | XXIe siècle | Lettre dominicale |
| Mois      | Années de 1972 à 2000          | Nb         | Années de 2001 à 2099                                                                            | Nb          | Lettre dominicale |
| --------- | ------------------------------ | ---------- | ------------------------------------------------------------------------------------------------ | ----------- | ----------------- |
| Janvier   | 1978, 1984*, 1989, 1995        | 4          | 2006, 2012*, 2017, 2023 ; 2034, 2040*, 2045, 2051 ; 2062, 2068*, 2073, 2079 ; 2090, 2096*.       | 14          | A, AG             |
| Février   | 1976*, 1981, 1987, 1998        | 4          | 2004*, 2009, 2015, 2026 ; 2032*, 2037, 2043, 2054 ; 2060*, 2065, 2071, 2082 ; 2088*, 2093, 2099. | 15          | D, DC             |
| Mars      | 1981, 1987, 1992*, 1998        | 4          | 2009, 2015, 2020*, 2026 ; 2037, 2043, 2048*, 2054 ; 2065, 2071, 2076*, 2082 ; 2093, 2099.        | 14          | D, ED             |
| Avril     | 1973, 1979, 1984*, 1990        | 4          | 2001, 2007, 2012*, 2018 ; 2029, 2035, 2040*, 2046 ; 2057, 2063, 2068*, 2074 ; 2085, 2091, 2096*. | 15          | G, AG             |
| Mai       | 1977, 1983, 1988*, 1994        | 4          | 2005, 2011, 2016*, 2022 ; 2033, 2039, 2044*, 2050 ; 2061, 2067, 2072*, 2078 ; 2089, 2095.        | 14          | B, CB             |
| Juin      | 1975, 1980*, 1986, 1997        | 4          | 2003, 2008*, 2014, 2025 ; 2031, 2036*, 2042, 2053 ; 2059, 2064*, 2070, 2081 ; 2087, 2092*, 2098. | 15          | E, FE             |
| Juillet   | 1973, 1979, 1984*, 1990        | 4          | 2001, 2007, 2012*, 2018 ; 2029, 2035, 2040*, 2046 ; 2057, 2063, 2068*, 2074 ; 2085, 2091, 2096*. | 15          | G, AG             |
| Août      | 1976*, 1982, 1993, 1999        | 4          | 2004*, 2010, 2021, 2027 ; 2032*, 2038, 2049, 2055 ; 2060*, 2066, 2077, 2083 ; 2088*, 2094.       | 14          | C, DC             |
| Septembre | 1974, 1985, 1991, 1996*        | 4          | 2002, 2013, 2019, 2024* ; 2030, 2041, 2047, 2052* ; 2058, 2069, 2075, 2080* ; 2086, 2097.        | 14          | F, GF             |
| Octobre   | 1972*, 1978, 1989, 1995, 2000* | 5          | 2006, 2017, 2023, 2028* ; 2034, 2045, 2051, 2056* ; 2062, 2073, 2078, 2084* ; 2090.              | 13          | A, BA             |
| Novembre  | 1981, 1987, 1992*, 1998        | 4          | 2009, 2015, 2020*, 2026 ; 2037, 2043, 2048*, 2054 ; 2065, 2071, 2076*, 2082 ; 2083, 2099.        | 14          | D, ED             |
| Décembre  | 1974, 1985, 1991, 1996*        | 4          | 2002, 2013, 2019, 2024* ; 2030, 2041, 2047, 2052* ; 2058, 2069, 2075, 2080* ; 2086, 2097,        | 14          | F, GF             |
| Totaux    |                                | 49         |                                                                                                  | 171         |                   |

Un mois qui contient un vendredi treize commence par un dimanche.

### Recherche par année
Le second tableau ci-dessous indique les nombres d'occurrence et les positions des vendredis treize dans une année choisie a priori, entre 2001 et 2028.
Ensuite, le cycle de 28 années se reproduira tout le long du siècle jusqu'en février 2100 (qui ne sera pas bissextile) rompant ainsi ce cycle.
| Années de 2001 à 2028 | Nombre d'occurrences | Mois d'occurrence       | Lettre dominicale | Années suivantes du XXIe siècle |
| --------------------- | -------------------- | ----------------------- | ----------------- | ------------------------------- |
| 2001                  | 2                    | avril, juillet          | G                 | 2029 • 2057 • 2085              |
| 2002                  | 2                    | septembre, décembre     | F                 | 2030 • 2058 • 2086              |
| 2003                  | 1                    | juin                    | E                 | 2031 • 2059 • 2087              |
| 2004 *                | 2                    | février, août           | DC                | 2032 • 2060 • 2088              |
| 2005                  | 1                    | mai                     | B                 | 2033 • 2061 • 2089              |
| 2006                  | 2                    | janvier, octobre        | A                 | 2034 • 2062 • 2090              |
| 2007                  | 2                    | avril, juillet          | G                 | 2035 • 2063 • 2091              |
| 2008 *                | 1                    | juin                    | FE                | 2036 • 2064 • 2092              |
| 2009                  | 3                    | février, mars, novembre | D                 | 2037 • 2065 • 2093              |
| 2010                  | 1                    | août                    | C                 | 2038 • 2066 • 2094              |
| 2011                  | 1                    | mai                     | B                 | 2039 • 2067 • 2095              |
| 2012 *                | 3                    | janvier, avril, juillet | AG                | 2040 • 2068 • 2096              |
| 2013                  | 2                    | septembre, décembre     | F                 | 2041 • 2069 • 2097              |
| 2014                  | 1                    | juin                    | E                 | 2042 • 2070 • 2098              |
| 2015                  | 3                    | février, mars, novembre | D                 | 2043 • 2071 • 2099              |
| 2016 *                | 1                    | mai                     | CB                | 2044 • 2072                     |
| 2017                  | 2                    | janvier, octobre        | A                 | 2045 • 2073                     |
| 2018                  | 2                    | avril, juillet          | G                 | 2046 • 2074                     |
| 2019                  | 2                    | septembre, décembre     | F                 | 2047 • 2075                     |
| 2020 *                | 2                    | mars, novembre          | ED                | 2048 • 2076                     |
| 2021                  | 1                    | août                    | C                 | 2049 • 2077                     |
| 2022                  | 1                    | mai                     | B                 | 2050 • 2078                     |
| 2023                  | 2                    | janvier, octobre        | A                 | 2051 • 2079                     |
| 2024 *                | 2                    | septembre, décembre     | GF                | 2052 • 2080                     |
| 2025                  | 1                    | juin                    | E                 | 2053 • 2081                     |
| 2026                  | 3                    | février, mars, novembre | D                 | 2054 • 2082                     |
| 2027                  | 1                    | août                    | C                 | 2055 • 2083                     |
| 2028 *                | 1                    | octobre                 | BA                | 2056 • 2084                     |
| Total                 | 48                   |                         |                   |                                 |